# 岡野薫子
岡野 薫子（おかの かおるこ、1929年2月28日 -2022年1月4日）は、日本の児童文学作家。
「南洋の貿易王」と称された実業家の岡野繁蔵は大伯父に当たる。

## 来歴・人物
東京生まれ。1945年、調布高等女学校（現・田園調布学園中等部・高等部）卒業、戦時中を両親の実家の藤枝で過ごし、1948年、東京農業教育専門学校附設女子部卒。女学校の教師、科学雑誌の編集者、スライド製作者を経て、科学映画の脚本家として活躍。35歳の時、『銀色ラッコのなみだ』で作家デビュー、サンケイ児童出版文化賞、NHK児童文学奨励賞、動物愛護協会賞受賞、1965年の『ヤマネコのきょうだい』で野間児童文芸推奨作品賞、1977年の『ミドリがひろったふしぎなかさ』で講談社出版文化賞を受賞。
以後、動物ものを中心として多くの作品を送り出し、「うさぎのお店やさん」シリーズ、「森のネズミたち」シリーズなどがある。また自伝的作品として『太平洋戦争下の学校生活』、『科学映画にかけた夢』、エッセイ『私を呼ぶ自然の仲間』、『森のネズミの山荘便り』、『猫には猫の生き方がある』、『猫がドアをノックする』がある。長野県黒姫山に仕事場を持ち、猫たちと暮らしている。自著の挿画を自ら手がけることもあり、銀座・鳩居堂画廊で定期的に個展を開催。また脚本、編集を行ったビデオ『岡野薫子の作品世界─文と絵と』は2002年度教育映像祭で優秀作品賞を受賞、児童文学界の重鎮の一人である。2007年には、4年ぶりに「森のネズミ」シリーズの新作を刊行した。 

## 著作
- 『銀色ラッコのなみだ 北の海の物語』実業之日本社 1964 のち講談社文庫、フォア文庫
- 『ボクはのら犬』実業之日本社 1965 のち講談社文庫
- 『ヤマネコのきょうだい』実業之日本社 1965 のち講談社文庫
- 『カモシカの谷』実業之日本社 1966
- 『いけのかいつぶり』ポプラ社 1967
- 『りすのふう』ポプラ社 1967
- 『わたしのカケス』実業之日本社 1968
- 『シカをよぶ笛』実業之日本社 1968
- 『まいごになったヤモリの子』小峰書店 1968
- 『もしもしラクダくん』ポプラ社 1969
- 『一どだけばけたコン吉』偕成社 1970
- 『コン吉とタヌキのつぼ』偕成社 1971

『コン吉と山のともだち』偕成社 1971
『コン吉は山の子ギツネ』偕成社 1972
- 『砂時計』偕成社 1970
- 『虫は小さな天使たち』あかね書房 1970
- 『あめのひのどん』実業之日本社 1970 のち講談社青い鳥文庫
- 『ももいろのひよこ』大日本図書 1970
- 『イルカにのった男の子』実業之日本社 1971
- 『クモの糸』大日本図書(子ども科学図書館)　1972
- 『エミちゃんとクマおばさん』実業之日本社 1972
- 『坂の上のグミ屋敷』岩波書店 1972
- 『山のモモッカ』あかね書房 1972 のちフォア文庫
- 『人間のからだといのち』実業之日本社 1973 のちフォア文庫
- 『さよならムジナちゃん』偕成社 1973
- 『シカの童女』あかね書房 1973
- 『森でみつけた白い舟』講談社 1973
- 『るすばんねこ』あかね書房 1973
- 『カエル水泳きょうしつ』あかね書房 1974
- 『ポケットの中のひみつ』フレーベル館 1974
- 『ホタルにのったみゆき』金の星社 1974
- 『もりのぼうしやさん』偕成社 1975
- 『海と山のうた』家の光協会 1975
- 『緑のぶらんこ』あかね書房 1975
- 『ゆめとふりこ』大日本図書 1975
- 『でんわにでたのはだれ』あかね書房 1976
- 『そらをとんだじてんしゃ』金の星社 1976
- 『もういいかい』講談社 1976
- 『切りぬきの町』PHP研究所 1976
- 『生きているバネ』大日本図書(子ども科学図書館)　1977
- 『ミドリがひろったふしぎなかさ』童心社 1977
- 『いろのひみつ』主婦と生活社(観察絵本) 1977
- 『ひかるゴンドラ』小学館 1977
- 『ともちゃんのまめがえる』小学館 1978
- 『アナグマたちの夜』童心社 1978
- 『海の記憶』童心社 1979
- 『うば車のおばあちゃん』あかね書房 1980
- 『ふたりのプリズム』あかね書房 1980
- 『卵のかたちから』大日本図書(子ども科学図書館)　1980
- 『小さい小さい小さいサーカス』童心社 1981
- 『そらをとんだひよこ』PHP研究所 1981
- 『私を呼ぶ自然の仲間』人文書院 1982
- 『かぜの日のどん』理論社 1982
- 『ゆきの日のどん』理論社 1983
- 『キツネがひろったてぶくろ』岩崎書店 1983
- 『ポケットの中のねこ』1983 ポプラ社文庫
- 『はれの日のどん』理論社 1983
- 「森のネズミシリーズ」ポプラ社

『森のネズミのおひっこし』1983
『森のネズミのかくれんぼ』1986
『森のネズミの大ぼうけん』1987
『森のネズミのハイキング』1987
『森のネズミとゆきだるま』1988
『森のネズミのなぞなぞあそび』1989
『森のネズミのたからもの』1989
『森のネズミのうんどう会』1990
『森のネズミのおくりもの』1991
『森のネズミとおばけたち』1992
『森のネズミのたんじょう会』1993
『森のネズミのてんらん会』1993
『森のネズミのおるすばん』1994
『森のネズミのおわかれ会』1995
『森のネズミの舟のたび』1996
『森のネズミのケーキやさん』1996
『森のネズミの冬ごもり』1996
『森のネズミの大サーカス』1997
『森のネズミの手品大会』1997
『森のネズミと山のレストラン』1997
『森のネズミとまほうの木』1998
『森のネズミのおんがく会』1999
『森のネズミとおともだち』2000
『森のネズミの雪あそび』2001
『森のネズミのゆうびんや』2001
『森のネズミとお月さま』2002
『森のネズミの山荘便り』求龍堂 2002
『森のネズミのたんけん隊』ポプラ社 2003
『森のネズミのさがしもの』ポプラ社 2007
- 『ラッコ ゆかいな海のなかま』平凡社(ジュニア写真動物記)　1984
- 『ラッコのコタロウ』理論社 1984
- 『ボクはラッコだ』あすなろ書房 1984
- 『文章をつくる エッセイから創作まで』PHP研究所 1984
- 『ハンカチの女の子』ひくまの出版 1985
- 『黒姫山つづれ暦』新潮社 1985
- 「岡野薫子動物記」小峰書店

『いたずら子ラッコ チャチャとコタロウ』1985
『ゆかいなネコたち』1986
『ボクはネコなんだ』1986
『わたしは馬である』1986
『イヌたちのアルバム』1986
- 『わんぱくラッコげんきなコタロウ』ポプラ社(わたしの動物記)　1986
- 『からだの国の探検』あすなろ書房 1986
- 『まいごになったヤモリの子』小峰書店 1986
- 『ふたごのラッコ』ポプラ社 1987
- 『思い出のトランク』ポプラ社 1987
- 『エミちゃんとうさぎの家』ポプラ社 1987
- 「野うさぎタンポポのものがたり」ポプラ社

『手品のすきな黒うさぎ』1988
『黒うさぎポポのたんじょう会』1989
『魔法うさぎといばりんぼうさぎ』1989
- 『太平洋戦争下の学校生活』新潮社 1990 のち平凡社ライブラリー
- 『猫がドアをノックする』草思社 1992
- 『記憶のなかの家』時事通信社 1994
- 『猫には猫の生き方がある』草思社 1996　のち文庫
- 「うさぎのおみせやさん」ポプラ社

1『ふしぎなぼうしやさん』1998
2『まほうつかいのおもちゃやさん』1998
3『村いちばんのパンやさん』1999
4『ひみつの森のとけいやさん』1999
5『森のおいしいジャムやさん』2000
6『ゆめいっぱいの大工さん』2001
7『たのしい森のそめものやさん』2001
8『月のうさぎのおかしやさん』2002
9『ふしぎな森のしゃしんやさん』2003
10『こどもの家のいすやさん』2003
- 『科学映画にかけた夢』草思社 1999
- 『この世は一度きり』草思社 2010
- 『坪田譲治ともうひとつの『びわの実学校』』平凡社、2011
- 『都会の蜃気楼』作品社、2013